# Motore anteriore e posteriore

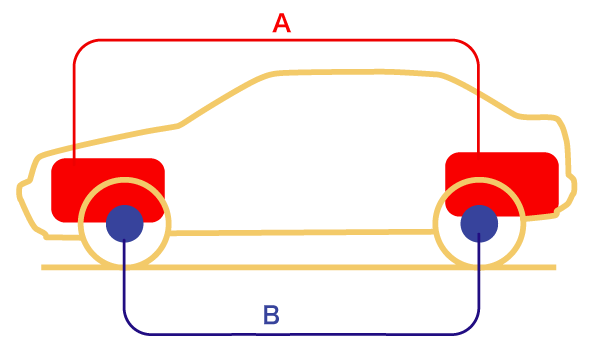
A: Motore
B: Trazione

Per autovettura a motore anteriore e posteriore o a doppio motore s'intende un'automobile con due motori della stessa tipologia, quindi da non confondere con il veicolo ibrido.

## Disposizione
In questi veicoli, uno dei motori è montato nello spazio che intercorre tra l'abitacolo ed il paraurti, mentre l'altro è montato a sbalzo (cioè subito dietro l'asse posteriore) sul retrotreno.
Una variante è il doppio motore disposto in un unico alloggiamento (anteriore o posteriore), come nel caso dell'uso di due motori motociclistici.

## Impiego
Questa soluzione è usata per vetture a impiego speciale e generalmente del tipo 4x4, come le competizioni, un esempio è la Citroën 2CV Sahara, ma anche veicoli di produzione artigianale, un altro impiego è stato nella Pikes Peak International Hillclimb con la Suzuki Cultus Pikes Peak e la prima versione prototipale della Suzuki Escudo Pikes Peak, così come anche Alfa Romeo 16C Bimotore, la Austin Cooper S Twin del 1965, la Volkswagen Golf Twin Engine del 1987, la Lancia Trevi Bimotore by Pianta del 1984, la Mercedes A 190 Twin Study o A 38 AMG del 1998, ma anche la MTM BIMOTO 2007, derivata dell'Audi TT.

## Vantaggi e svantaggi
I vantaggi di questa disposizione sono:
impiegata sulle automobili per uso speciale
- Poter usare due motori uguali senza dover riprogettarne uno nuovo

Gli svantaggi:
- Con questa soluzione si ha una maggiore difficoltà nella gestione del cambio, che può essere messo in sincronizzazione (ogni motore ha un cambio e sono azionati in contemporanea) o integrato (i motori hanno un unico cambio).